# Il profumo della signora in nero
Il profumo della signora in nero è un film del 1974 diretto da Francesco Barilli.
Il titolo del film è un omaggio all'omonima pellicola del 1931 Il profumo della dama in nero di Marcel L'Herbier.

## Trama
Roma: Silvia Hacherman, giovane direttrice e assidua lavoratrice d'un laboratorio di chimica, è stata costretta a convivere, per molto tempo e sin da quand'era bambina, con il trauma d'avere causato la morte della madre Marta. Il ricordo dell'accaduto s'è ormai offuscato e la ragazza sembra riuscire a condurre una vita serena e piena di soddisfazioni, sia in ambito lavorativo che dal punto di vista affettivo.
Una sera, nel corso d'una cena a casa d'amici, Silvia, accompagnata dal fidanzato Roberto, rimane colpita da una discussione di Andy, professore africano di sociologia, riguardo al culto delle messe nere, a suo dire ancora attive in Africa. L'argomentazione del professore, apparentemente folkloristica e tranquilla per qualunque altra persona, resta talmente impressa a Silvia da farle ritornare alla mente alcuni momenti infantili, in particolare la morte e il ricordo della madre, vestita di nero e intenta a spruzzarsi del profumo davanti allo specchio.
La situazione precipita e da quel momento iniziano ad accadere fatti inquietanti: una misteriosa bambina che si stabilisce a casa sua, i vicini e Roberto che si comportano in modo davvero strano, fanno dapprima sprofondare Silvia nella follia (apparentemente elimina Nicola, amante della madre, Roberto e il sig. Rossetti, zelante vicino di casa). Infine, la portano a suicidarsi, gettandosi, insieme alla bambina dal terrazzo del palazzo.
Ma, subito dopo questo tragico gesto, accade qualcosa di macabro: il corpo di Silvia viene recuperato da alcune persone e viene portato in un luogo sotterraneo. Qui, riunitisi davanti al suo corpo nudo, decine e decine di persone, tra cui Andy, i suoi vicini, gli amici e il fidanzato, si nutrono avidamente dei suoi organi; il professore aveva ragione, le sette segrete esistono, non solo in Africa, ma in tutto il mondo.

## Accoglienza

### Critica

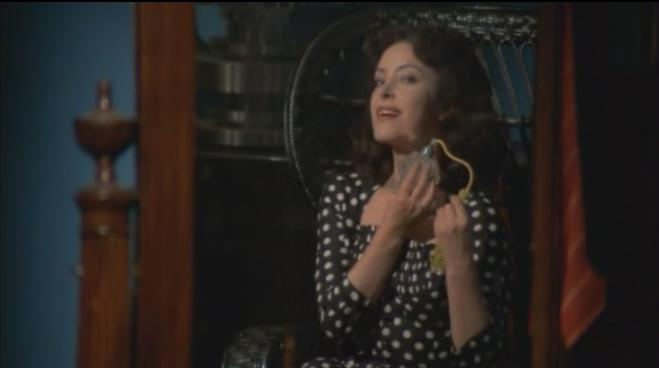
Renata Zamengo è La signora in nero

Inizialmente le critiche del film furono quasi tutte negative:
"Indigesto cocktail di psicanalisi, horror cruento e cinema esotico di spavento di un ex attore (...) che pur rivela un gusto figurativo non comune" è il commento del dizionario Morandini che assegna al film una stella e mezzo su cinque di giudizio.
Il dizionario Farinotti assegna al film due stelle su cinque di giudizio.
Il sito MYmovies invece dà una media al film di 2.08 su 5.
Secondo Paolo Mereghetti (1993) si tratta di una «approssimativa mescolanza di psicoanalisi e horror gratuito e insolitamente cruento.»
Solo in seguito il film è stato rivalutato:
Il dizionario dei film horror su mymovies.it commenta: "Il ritmo lento aiuta a rendere l'incombenza del macabro destino. Lo stile di Barilli sembra sin troppo compiaciuto della sua eleganza, (...) un film nel complesso riuscito con una conclusione di grande efficacia."
Il blog "Il mio vizio è una stanza chiusa" afferma entusiasta: "Film strepitoso con uno dei finali più cattivi angoscianti e raggelanti e affascinanti di sempre Il profumo della signora in nero si avvale della colonna sonora di Nicola Piovani che per l'occasione sfodera un tappeto sonoro meravigliosamente triste e malinconico, una sorta di valzer della morte che fin dai titoli di testa crea un'atmosfera quasi onirica e ammaliante".
«"Raffinato" è l'aggettivo che meglio si adatta a questo film, la cui composizione cromatica e spaziale di ogni quadro moltiplica all'infinito ogni tentativo di analisi che va a perdersi nei singoli fotogrammi.» il commento del sito Splattercontainer.com, che assegna al film 3 stelle su cinque.
L'Internet Movie Database fornisce una media positiva al film di 6.8 stelle su dieci.

## Distribuzione
Distribuito nei cinema italiani il 29 marzo 1974, il film ha incassato complessivamente 582.674.000 di lire dell'epoca.